# 瓦连京·邦达连科

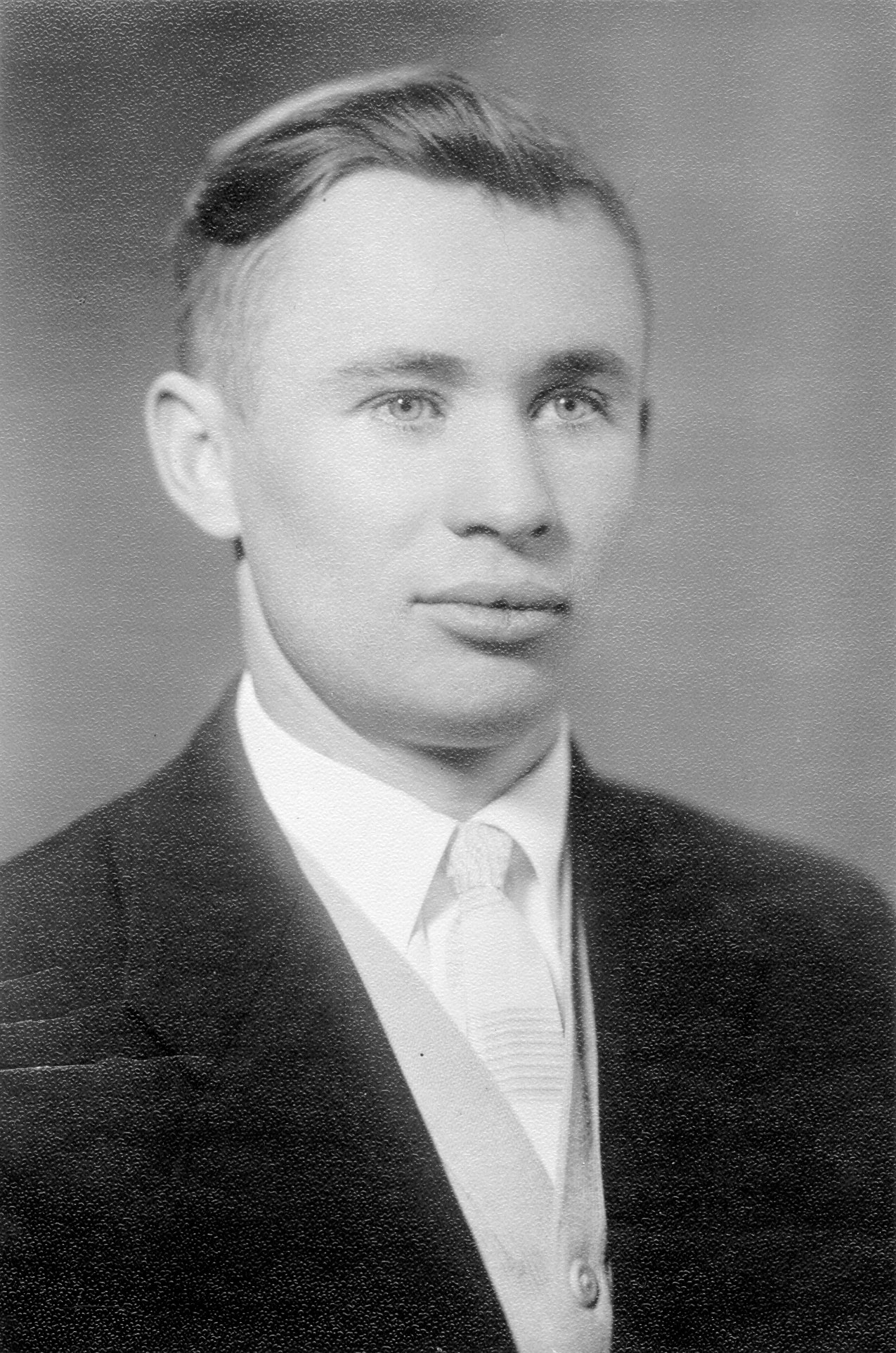
1960s

瓦连京·瓦西里耶维奇·邦达连科（俄語：Валентин Васильевич Бондаренко；1937年2月16日—1961年3月23日），苏联烏克蘭裔宇航员，苏联空军上尉战斗机飞行员。
出生于乌克兰哈尔科夫。自幼立志成为一位飞行员，因而在后来进入了哈尔科夫的空军学校学习。1954年进入伏龙芝军事学院学习。
1959年，被提拔为空军上尉。1960年4月，被选为第一组20名宇航员之一，并且是组内最年轻的一人。5月31日，他开始接受训练，以准备乘坐东方号飞船进入外太空。
1961年3月23日，邦达连科在耐低压模拟训练时发生意外而被重度烧伤，最后不治身亡。苏联隐瞒了这次事件。先前邦达连科曾在关于第一组宇航员相关的电影和相片中出现，但莫名其妙地失踪引发了存在“幽灵宇航员”的阴谋论。但最终在1980年在西方世界被公之于众。1986年，消息报刊登了科学作家雅罗斯拉夫·戈洛瓦诺夫写的一篇文章，向苏联读者详细讲述了这个事件。
1991年，月球背面的的一个陨石坑被命名为邦达连科陨石坑，以纪念他的事迹。